# César Martínez
César David Martínez Franco (ur. 26 lutego 1986 w Luque) – paragwajski piłkarz grający na pozycji środkowego obrońcy w chilijskim klubie CD Lota Schwager.